# Stéphane Lefebvre
Stéphane Lefebvre (Nœux-les-Mines, 16 marzo 1992) è un pilota di rally francese che ha partecipato come pilota ufficiale al Campionato del mondo rally dal 2015 al 2018 con il team Citroën Racing.
Ha vinto il Campionato WRC-3, un campionato di supporto al Campionato del mondo rally.

## Palmarès
- World Rally Championship-3: 1
2014 su Citroën DS3 R3T

- Junior World Rally Championship: 1
2014 su Citroën DS3 R3T

## Altri progetti

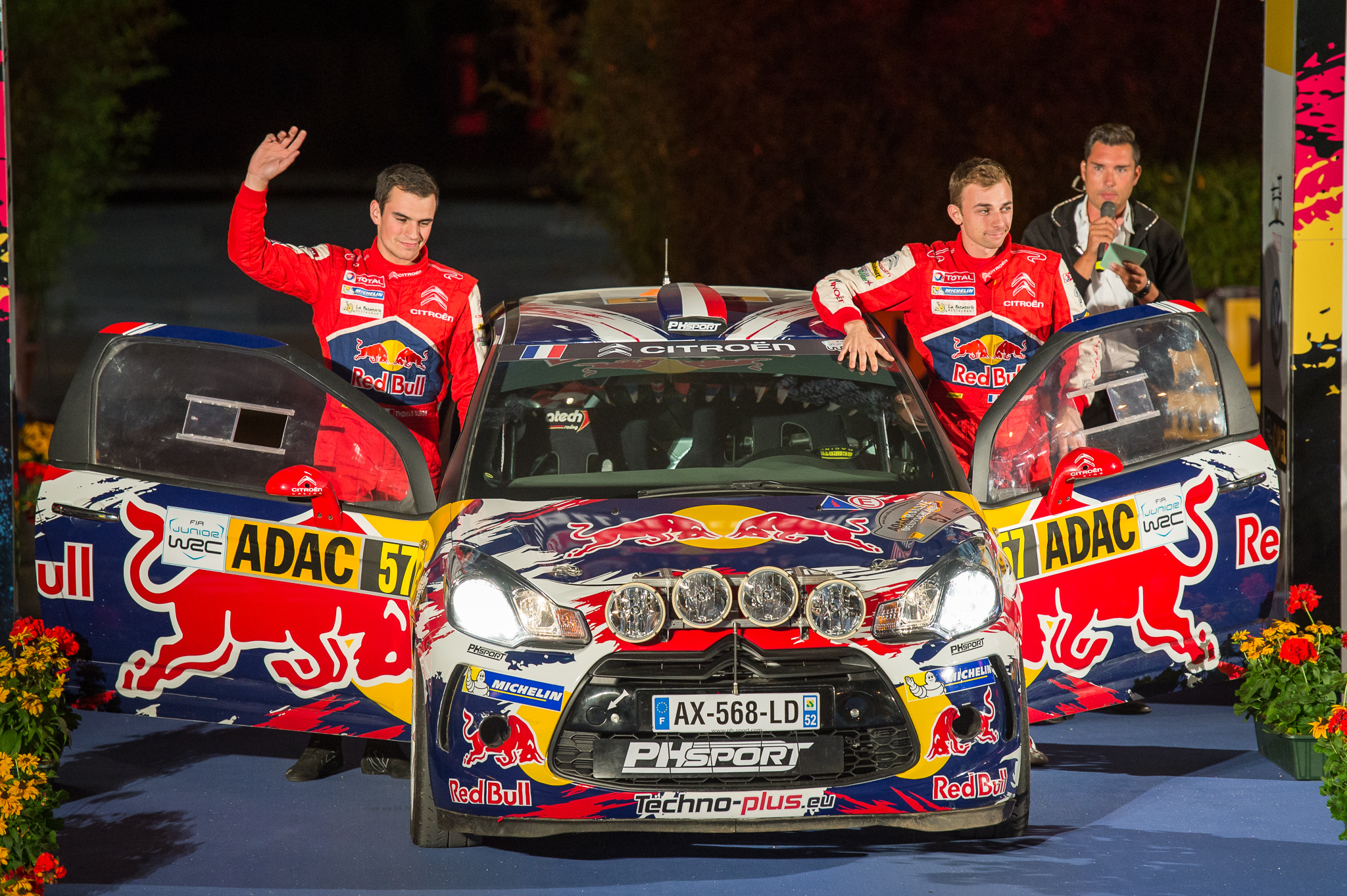
Lefebvre nel 2014

### Vittorie nel mondiale rally

#### Junior WRC
| # | Stagione | Evento               | Co-pilota     | Auto            |
| - | -------- | -------------------- | ------------- | --------------- |
| 1 | 2014     | Rally del Portogallo | Thomas Dubois | Citroën DS3 R3T |
| 2 | 2014     | Rally di Polonia     | Thomas Dubois | Citroën DS3 R3T |
| 3 | 2014     | Rally di Germania    | Thomas Dubois | Citroën DS3 R3T |

#### WRC-3
| # | Stagione | Evento               | Co-pilota     | Auto            |
| - | -------- | -------------------- | ------------- | --------------- |
| 1 | 2014     | Rally del Portogallo | Thomas Dubois | Citroën DS3 R3T |
| 2 | 2014     | Rally di Polonia     | Thomas Dubois | Citroën DS3 R3T |
| 3 | 2014     | Rally di Germania    | Thomas Dubois | Citroën DS3 R3T |

#### WRC-2
| # | Stagione | Evento               | Co-pilota       | Auto              | Squadra              |
| - | -------- | -------------------- | --------------- | ----------------- | -------------------- |
| 1 | 2015     | Rally di Monte Carlo | Stéphane Prevot | Citroën DS3 R5    | PH Sport             |
| 2 | 2022     | Rally di Ypres       | Andy Malfoy     | Citroën C3 Rally2 | DG Sport Compétition |

## Risultati nel mondiale rally

### WRC
| 2013 | Scuderia              | Vettura        |  |  |  |  |  |  |  |  |  |  |    |  |  |  |  |  | Punti | Pos. |
| ---- | --------------------- | -------------- |  |  |  |  |  |  |  |  |  |  | -- |  |  |  |  |  | ----- | ---- |
| 2013 | Equipe de France FFSA | Peugeot 208 R2 |  |  |  |  |  |  |  |  |  |  | 20 |  |  |  |  |  | 0     |      |

| 2014 | Scuderia | Vettura         |  |  |  |    |  |  |    |    |    |  |  |    |    |  |  |  | Punti | Pos. |
| ---- | -------- | --------------- |  |  |  | -- |  |  | -- | -- | -- |  |  | -- | -- |  |  |  | ----- | ---- |
| 2014 |          | Citroën DS3 WRC |  |  |  | 26 |  |  | 19 | 45 | 19 |  |  | NP | 35 |  |  |  | 0     |      |

| 2015 | Scuderia                                          | Vettura                        |    |     |     |     |    |    |     |    |    |    |    |    |   |  |  |  | Punti | Pos. |
| ---- | ------------------------------------------------- | ------------------------------ | -- | --- | --- | --- | -- | -- | --- | -- | -- | -- | -- | -- | - |  |  |  | ----- | ---- |
| 2015 | PH Sport Citroën Total Abu Dhabi World Rally Team | Citroën DS3 R5 Citroën DS3 RRC | 12 | Rit | Rit | Rit | 15 | 26 | Rit | SQ | 10 | 13 | 11 | 50 | 8 |  |  |  | 5     | 19º  |

| 2016 | Scuderia                         | Vettura         |   |  |  |  |    |  |   |  |     |   |  |  |   |  |  |  | Punti | Pos. |
| ---- | -------------------------------- | --------------- | - |  |  |  | -- |  | - |  | --- | - |  |  | - |  |  |  | ----- | ---- |
| 2016 | Abu Dhabi Total World Rally Team | Citroën DS3 WRC | 5 |  |  |  | 35 |  | 9 |  | Rit | C |  |  | 9 |  |  |  | 14    | 13º  |

| 2017 | Scuderia                    | Vettura        |    |   |    |    |  |    |  |    |  |  |   |  |     |  |  |  | Punti | Pos. |
| ---- | --------------------------- | -------------- | -- | - | -- | -- |  | -- |  | -- |  |  | - |  | --- |  |  |  | ----- | ---- |
| 2017 | Citroën Total Abu Dhabi WRT | Citroën C3 WRC | 92 | 8 | 15 | 50 |  | 13 |  | 54 |  |  | 6 |  | Rit |  |  |  | 30    | 13º  |

| 2018 | Scuderia      | Vettura       |  |  |  |     |  |    |    |    |    |  |    |    |  |  |  |  | Punti | Pos. |
| ---- | ------------- | ------------- |  |  |  | --- |  | -- | -- | -- | -- |  | -- | -- |  |  |  |  | ----- | ---- |
| 2018 | Citroën Total | Citroën C3 R5 |  |  |  | Rit |  | 10 | 24 | 44 | 16 |  | 13 | 32 |  |  |  |  | 1     | 28º  |

| 2019 | Scuderia | Vettura                |  |  |  |  |  |  |  |  |  |     |  |  |  |  |  |  | Punti | Pos. |
| ---- | -------- | ---------------------- |  |  |  |  |  |  |  |  |  | --- |  |  |  |  |  |  | ----- | ---- |
| 2019 |          | Volkswagen Polo GTI R5 |  |  |  |  |  |  |  |  |  | Rit |  |  |  |  |  |  | 0     |      |

| 2020 | Scuderia    | Vettura       |  |  |  |  |  |  |    |  |  |  |  |  |  |  |  |  | Punti | Pos. |
| ---- | ----------- | ------------- |  |  |  |  |  |  | -- |  |  |  |  |  |  |  |  |  | ----- | ---- |
| 2020 | D-Max Swiss | Citroën C3 R5 |  |  |  |  |  |  | 12 |  |  |  |  |  |  |  |  |  | 0     |      |

| 2021 | Scuderia | Vettura           |  |  |  |  |  |  |  |  |  |  |  |    |  |  |  |  | Punti | Pos. |
| ---- | -------- | ----------------- |  |  |  |  |  |  |  |  |  |  |  | -- |  |  |  |  | ----- | ---- |
| 2021 |          | Citroën C3 Rally2 |  |  |  |  |  |  |  |  |  |  |  | 18 |  |  |  |  | 0     |      |

| 2022 | Scuderia             | Vettura           |     |  |    |  |  |  |  |  |   |  |  |  |  |  |  |  | Punti | Pos. |
| ---- | -------------------- | ----------------- | --- |  | -- |  |  |  |  |  | - |  |  |  |  |  |  |  | ----- | ---- |
| 2022 | DG Sport Compétition | Citroën C3 Rally2 | Rit |  | 12 |  |  |  |  |  | 6 |  |  |  |  |  |  |  | 8     | 22º  |

| 2023 | Scuderia | Vettura           |    |  |  |  |  |  |  |  |  |  |  |  |  |  |  |  | Punti | Pos. |
| ---- | -------- | ----------------- | -- |  |  |  |  |  |  |  |  |  |  |  |  |  |  |  | ----- | ---- |
| 2023 |          | Citroën C3 Rally2 | 18 |  |  |  |  |  |  |  |  |  |  |  |  |  |  |  | 0     |      |

| 2024 | Scuderia | Vettura                |    |  |  |  |  |  |  |  |  |  |  |  |  |  |  |  | Punti | Pos. |
| ---- | -------- | ---------------------- | -- |  |  |  |  |  |  |  |  |  |  |  |  |  |  |  | ----- | ---- |
| 2024 |          | Toyota GR Yaris Rally2 | 13 |  |  |  |  |  |  |  |  |  |  |  |  |  |  |  | 0     |      |

| Legenda | 1º posto | 2º posto | 3º posto | A punti | Senza punti | Ritirato | Squalificato | NP=Non partito C=Gara cancellata | Apice=Power stage |

### WRC-2
| 2014 | Scuderia | Vettura        |  |  |  |  |  |  |  |  |  |  |  |     |    |  |  |  | Punti | Pos. |
| ---- | -------- | -------------- |  |  |  |  |  |  |  |  |  |  |  | --- | -- |  |  |  | ----- | ---- |
| 2014 |          | Citroën DS3 R5 |  |  |  |  |  |  |  |  |  |  |  | Rit | 11 |  |  |  | 0     |      |

| 2015 | Scuderia | Vettura        |   |  |     |  |   |    |     |    |  |  |  |  |  |  |  |  | Punti | Pos. |
| ---- | -------- | -------------- | - |  | --- |  | - | -- | --- | -- |  |  |  |  |  |  |  |  | ----- | ---- |
| 2015 | PH Sport | Citroën DS3 R5 | 1 |  | Rit |  | 5 | 15 | Rit | SQ |  |  |  |  |  |  |  |  | 35    | 14º  |

| 2018 | Scuderia                        | Vettura       |  |  |  |     |  |   |   |    |   |  |   |    |  |  |  |  | Punti | Pos. |
| ---- | ------------------------------- | ------------- |  |  |  | --- |  | - | - | -- | - |  | - | -- |  |  |  |  | ----- | ---- |
| 2018 | Citroën Total Citroën Total WRT | Citroën C3 R5 |  |  |  | Rit |  | 3 | 8 | 13 | 8 |  | 5 | 15 |  |  |  |  | 33    | 13º  |

| 2019 | Scuderia | Vettura                |  |  |  |  |  |  |  |  |  |     |  |  |  |  |  |  | Punti | Pos. |
| ---- | -------- | ---------------------- |  |  |  |  |  |  |  |  |  | --- |  |  |  |  |  |  | ----- | ---- |
| 2019 |          | Volkswagen Polo GTI R5 |  |  |  |  |  |  |  |  |  | Rit |  |  |  |  |  |  | 0     |      |

| 2022 | Scuderia             | Vettura           |     |  |    |  |  |  |  |  |    |  |  |  |  |  |  |  | Punti | Pos. |
| ---- | -------------------- | ----------------- | --- |  | -- |  |  |  |  |  | -- |  |  |  |  |  |  |  | ----- | ---- |
| 2022 | DG Sport Compétition | Citroën C3 Rally2 | Rit |  | 62 |  |  |  |  |  | 13 |  |  |  |  |  |  |  | 36    | 12º  |

| 2023 | Scuderia | Vettura           |    |  |  |  |  |  |  |  |  |  |  |  |  |  |  |  | Punti | Pos. |
| ---- | -------- | ----------------- | -- |  |  |  |  |  |  |  |  |  |  |  |  |  |  |  | ----- | ---- |
| 2023 |          | Citroën C3 Rally2 | 93 |  |  |  |  |  |  |  |  |  |  |  |  |  |  |  | 3     | 42º  |

| 2024 | Scuderia | Vettura                |   |  |  |  |  |  |  |  |  |  |  |  |  |  |  |  | Punti | Pos. |
| ---- | -------- | ---------------------- | - |  |  |  |  |  |  |  |  |  |  |  |  |  |  |  | ----- | ---- |
| 2024 |          | Toyota GR Yaris Rally2 | 5 |  |  |  |  |  |  |  |  |  |  |  |  |  |  |  | 10    | 24º  |

| Legenda | 1º posto | 2º posto | 3º posto | A punti | Senza punti | Ritirato | Squalificato | NP=Non partito C=Gara cancellata | Apice=Power stage |

### WRC-3
| 2014 | Scuderia | Vettura         |  |  |  |   |  |  |   |   |   |  |  |  |  |  |  |  | Punti | Pos. |
| ---- | -------- | --------------- |  |  |  | - |  |  | - | - | - |  |  |  |  |  |  |  | ----- | ---- |
| 2014 |          | Citroën DS3 R3T |  |  |  | 1 |  |  | 1 | 8 | 1 |  |  |  |  |  |  |  | 79    | 1º   |

| Legenda | 1º posto | 2º posto | 3º posto | A punti | Senza punti | Ritirato | Squalificato | NP=Non partito C=Gara cancellata | Apice=Power stage |

### Junior WRC
| 2014 | Scuderia | Vettura         |  |  |  |   |  |  |   |   |   |  |   |  |  |  |  |  | Punti | Pos. |
| ---- | -------- | --------------- |  |  |  | - |  |  | - | - | - |  | - |  |  |  |  |  | ----- | ---- |
| 2014 |          | Citroën DS3 R3T |  |  |  | 1 |  |  | 1 | 7 | 1 |  | 4 |  |  |  |  |  | 93    | 1º   |

| Legenda | 1º posto | 2º posto | 3º posto | A punti | Senza punti | Ritirato | Squalificato | NP=Non partito C=Gara cancellata | Apice=Power stage |

### ERC
| Anno | Scuderia                                              | Vettura                                     | 1      | 2       | 3      | 4       | 5       | 6      | 7   | 8      | 9       | 10  | 11     | 12      | Pos. | Punti |
| ---- | ----------------------------------------------------- | ------------------------------------------- | ------ | ------- | ------ | ------- | ------- | ------ | --- | ------ | ------- | --- | ------ | ------- | ---- | ----- |
| 2013 | Saintéloc Peugeot Rally Academy Peugeot Rally Academy | Peugeot 208 R2                              | JAN    | LIE 16  | ISO    | AZZ 16  | COR     | YPR    | SIB | BAR    | POL Rit | CRO | SAN    | VAL Rit |      | 0     |
| 2014 | Peugeot Rally Academy                                 | Peugeot 208 R2                              | JAN    | LIE Rit | ACR    | IRL     | AZZ 10  | YPR 17 | EST | BAR 17 | CIP     | VAL | COR 16 |         | 77°  | 1     |
| 2015 | Peugeot Rally Academy                                 | Citroën DS3 R5 Peugeot 208 T16              | JAN SQ | LIE     | IRL    | AZZ     | YPR 5   | EST    | BAR | CIP    | ACR     | VAL |        |         | 24°  | 18    |
| 2016 |                                                       | Citroën DS3 R5                              | SPA    | IRL     | ACR    | POR     | BEL Rit | EST    | POL | CEC    | LET     | CIP |        |         |      | 0     |
| 2024 |                                                       | Hyundai i20 N Rally2                        | UNG    | ISO     | SCA    | EST     | ROM SQ  | BAR    | CER | SIL    |         |     |        |         | 7°   | 53    |
| 2025 | Team MRF Tyres MRF Tyres Dealer Team                  | Hyundai i20 N Rally2 Toyota GR Yaris Rally2 | SIE 9  | UNG     | SCA 11 | POL Rit | ROM     | BAR    | CER | CRO    |         |     |        |         |      | 65    |